# Karl Eberth (General)
Karl Eberth (* 12. November 1877 in München; † 13. April 1952 in Steingaden) war ein deutscher General der Artillerie im Zweiten Weltkrieg.

## Leben

### Familie
Er war der Sohn eines Postoffizials. Eberth heiratete 1904 Marie Ottilie Wilhelmine Wacker, mit der er vier Kinder hatte, wobei zwei jung starben. Ein Neffe, Sohn des Reichsgerichtsrats Albrecht Heldrich, war Landgerichtsrat Major d. R. Dr. jur. Fritz Eberth-Heldrich (1897–1943). Dieser war mit der Jugendrichterin Marie-Luise Eberth-Heldrich, geb. Biergans (1903–1995) verheiratet.

### Bayerische Armee
Eberth trat nach dem Gymnasialabschluss am Wilhelmsgymnasium München am 14. Juli 1896 als Dreijährig-Freiwilliger und Fahnenjunker in das 1. Feldartillerie-Regiment „Prinzregent Luitpold“ der Bayerischen Armee ein. Nach dem Besuch der Kriegsschule wurde er am 5. Oktober 1898 zum Leutnant befördert und bis Ende September 1900 als Batterieoffizier verwendet. Anschließend folgte seine Versetzung zum 8. Feldartillerie-Regiment „Prinz Heinrich von Preußen“, wo Eberth von 1901 bis 1904 als Abteilungsadjutant diente. Von 1908 bis 1911 absolvierte er die Kriegsakademie, die ihm die Qualifikation für den Generalstab aussprach. Am 21. Februar 1913 wurde er zum Generalstab des III. Armee-Korps versetzt, avancierte zwei Tage später zum Hauptmann und war über den Beginn des Ersten Weltkriegs hier bis zum 18. Juni 1916 tätig. Dann wurde er als Generalstabsoffizier zur 2. Infanterie-Division kommandiert und Mitte April 1917 zum Major befördert. Dem folgte vom 18. März bis zum 16. Dezember 1918 eine Verwendung im Stab des Generalkommandos z. b. V. 57. Für sein Wirken während des Krieges hatte man ihn mit beiden Klassen des Eisernen Kreuzes, dem Militärverdienstorden III. Klasse mit Schwertern sowie dem Verwundetenabzeichen in Schwarz ausgezeichnet.
Nach dem Waffenstillstand von Compiègne wurde Eberth am 17. Dezember 1918 als Generalstabsoffizier der 5. Division zugeteilt.

### Weimarer Republik
Am 25. April 1919 wurde er in den Stab des Befehlshabers der bayerischen Truppen Arnold von Möhl nach München versetzt und beteiligte sich an der Niederschlagung der Münchner Räterepublik. Am 16. Mai 1920 wurde Eberth Chef des Stabes des Wehrkreiskommandos VII und in dieser Eigenschaft Anfang Februar 1922 Oberstleutnant. Am 1. Oktober 1922 wurde er zum Kommandeur der III. Abteilung des 7. (Bayerisches) Artillerie-Regiments in Nürnberg ernannt. Ein Jahr später wechselte er in den Regimentsstab, stieg am 1. Februar 1926 zum Oberst auf und wurde am 1. März 1928 zum Regimentskommandeur ernannt. Ab dem 1. Februar 1929 diente Eberth als Artillerieführer V in Stuttgart, avancierte am 1. April 1929 zum Generalmajor und war ab dem 1. Februar 1930 Artillerieführer VII in München. Am 30. November 1930 schied er unter Verleihung des Charakters als Generalleutnant aus der Reichswehr aus.

### Wehrmacht
Eberth wurde am 1. April 1934 für die im Aufbau befindliche Luftwaffe reaktiviert und fungierte bis Ende März 1935 als Präsident des Höheren Luftamtes in München und danach vom 1. April bis Ende August 1935 als Befehlshaber im Luftkreis V (München). Zum 1. April hatte Eberth das Patent zu seinem Dienstgrad erhalten. Am 31. August 1935 schied Eberth mit dem Charakter als General der Flieger abermals aus dem Wehrdienst aus.
Seine zweite Reaktivierung erfolgte am 1. Juli 1938. Eberth wurde dem Heer zugeteilt und stand bis zum 10. Mai 1940 zur Verfügung, ohne ein eigenes Kommando innezuhaben. Am 11. Mai 1940 wurde er zum Höheren Artilleriekommandeur 301 bei der Heeresgruppe A ernannt. Am 23. November 1942 wurde dieser Stab aufgelöst, und Eberth wurde in die Führerreserve des Oberkommandos des Heeres (OKH) versetzt. Am 30. April 1943 wurde er im Range eines Generals der Artillerie z.V. endgültig in den Ruhestand verabschiedet.
Eberth wurde am 28. Mai 1945 in München von US-Streitkräften verhaftet und war anschließend bis 5. Juli 1947 in Kriegsgefangenschaft.